# Xu Huaiwen
Xu Huaiwen (徐懷雯S, Xú HuáiwénP; Guiyang, 2 agosto 1975) è un'ex giocatrice di badminton cinese naturalizzata tedesca.

## Palmarès[2]

### Mondiali
- 2 medaglie:
  - 2 bronzi (Anaheim 2005 nel singolare; Madrid 2006 nel singolare)

### Europei
- 2 medaglie:
  - 2 ori (Den Bosch 2006 nel singolare; Herning 2008 nel singolare)

### Europei a squadre
- 2 medaglie:
  - 2 bronzi (Salonicco 2006; Almere 2008)